# Гоор, Раймон
Раймон Гоор (фр. Raymond Goor; 1908, Шатлино — 1996) — бельгийский общественный деятель, священнослужитель, каноник, профессор. Член секретариата Международного комитета за европейскую безопасность и сотрудничество (Брюссель). Лауреат Международной Ленинской премии «За укрепление мира между народами» (1975).

## Биография
Рукоположен 20 декабря 1930 года.
Участник Движения Сопротивления с немецкими оккупантами в Бельгии во время Второй мировой войны (май 1940 — сентябрь 1944). После окончания войны был одним из инициаторов общественного движения за безопасность и сотрудничество в Европе.
Профессор Колледжа Collège Saint-Augustin в Ангьене, руководитель групп социальной помощи в Ла Лувьер, капеллан в Шарлеруа, ответственный преподаватель UCL, основатель социальной школы в Шарлеруа.
Участвовал во Всемирном конгрессе миролюбивых сил в Москве в 1973 году, член секретариата Международного комитета за европейскую безопасность и сотрудничество, член Международной комиссии по расследованию преступлений ультраправой хунты в Чили.
Участник и заместитель председателя Всемирной конференции «Религиозные деятели за прочный мир, разоружение и справедливые отношения между народами» (1977).
Удостоен ряда бельгийских и зарубежных наград, в том числе Международной Ленинской премии «За укрепление мира между народами» (1975) и Золотой медали имени Ф. Жолио-Кюри Всемирного совета мира.